# Karl Dedecius
Karl Dedecius (20. května 1921, Lodž, Polsko – 26. února 2016, Frankfurt nad Mohanem, Německo) byl německý spisovatel, překladatel polské a ruské literatury a také popularizátor polské literatury v Německu.

## Život a dílo
Narodil se roku 1921 v Lodži jako syn německo-českého úředníka a matky původem ze Švábska. Rodiči jej vychovávali dvojjazyčně. Odmaturoval na polském gymnáziu, avšak posléze vypukla druhá světová válka a roku 1941 byl vtažen do řad německého Wehrmachtu. O dva roky později upadl ve Stalingradu do sovětského zajetí.
Ruštině se naučil sám v Sovětském svaze, kde strávil sedm let jako válečný zajatec. Do němčiny přeložil z rodné polštiny řadu významných polských literátů např. Wisławu Szymborskou, Czesława Milosze, Zbigniewa Herberta, Tadeusze Różewicze, Józefa Wittlina, Sławomira Mrożka, Stanisława Jerzyho Leca aj. V roce 1997 pak obdržel německo-polskou Cenu Samuela Bogumila Lindeho.
Je po něm také pojmenována cena pro překladatele, cena Karla Dedecia (německy Karl-Dedecius-Preis), kterou uděluje od roku 2003 každé dva roky Nadace Roberta Bosche.

## Publikační činnost (výběr)

### O Polsku, polské kultuře a literatuře
- Meine polnische Bibliothek: Literatur aus neun Jahrhunderten. Berlin: Insel Verlag, 2011. 470 S.

### Vzpomínková literatura
- Ein Europäer aus Lodz: Erinnerungen. Frankfurt am Main: Suhrkamp Verlag, 2006. 381 S.